# Romànovka (Rostov)
|  | Per a altres significats, vegeu «Romànovka». |

Romànovka (en rus: Романовка) és un poble de l'óblast de Rostov, a Rússia, que en el cens del 2010 tenia 1.039 habitants, pertany al districte de Salsk.